# Титла на TBS
Титлата на TBS е кеч титла при жените на американската федерация All Elite Wrestling. Създадена е на 6 октомври 2021 г. като това е втората титла в женската дивизия на компанията, а първа шампионка е Джейд Каргил. Носи името на Turner Broadcasting System (TBS), която излъчва шоуто AEW Dynamite.

## История
През март 2020 г. All Elite Wrestling (AEW) създава Титлата на TNT като телевизионна титла за мъжката дивизия, кръстена на телевизионната мрежа TNT, собственост на WarnerMedia. През май 2021 г. е обявено, че основното шоу на AEW – Dynamite, ще се премести от TNT към дъщерния канал на мрежата, TBS също собственост на WarnerMedia през януари 2022 г., докато другото шоу на AEW – Rampage ще остане по TNT. Въпреки, че Dynamite се мести по TBS, Титлата на TNT не си сменя името. Тогавашният изпълнителен директор на AEW Коуди Роудс потвърждава, че няма планове за преименуване и за отделна Титла на TBS за мъжете. По-късно е съобщено, че ще се въведе второстепенна титла за жените и ще се нарича Титла на TBS.
Преди втория юбилеен епизод на Dynamite на 6 октомври 2021 г., президентът и главен изпълнителен директор на AEW Тони Хан обявява, че в шоуто ще бъде направено важно съобщение. По време на епизода коментаторът на AEW Тони Шавони и реферът Обри Едуардс официално представят Титлата на TBS като телевизионна за женската дивизия. AEW обявява, че встъпителният шампион ще бъде определен от турнир с една елиминация. Турнирната група е разкрита в епизода на Rampage от 22 октомври с 12 жени. Самият турнир започва в епизода на Dynamite на 23 октомври и завършва в епизода на 5 януари 2022 г., дебютното излъчване на шоуто по TBS. Във финала на турнира Джейд Каргил побеждава Руби Сохо, за да стане първата шампионка на TBS.

## Дизайн
Дизайнът на шампионския колан на TBS е почти идентичен с този на Титлата на TNT, с няколко забележителни разлики. Коланът е с шест пластини върху черна кожа. Централната плоча на видно място разполага с релефно лого на телевизията TBS в центъра си. Над логото на TBS е логото на AEW, докато под логото на TBS има син банер, на който пише „CHAMPION“ (противоположно на червения банер на TNT). Двете вътрешни странични табели са същите като на Титлата на TNT, включващи "Tara on Techwood", 1050 Techwood Drive в Атланта, сградата, която е първоначалният дом на TNT и TBS. Също като TNT, двете външни странични табели съдържат логото на AEW, докато третата по-малка странична табела в най-дясната страна също е с логото на компанията. Този и оригиналният TNT колан, на който е базиран, първоначално са поръчани от AEW и проектирани от Red Leather, а действителната изработка на колана е завършена от Rey Rey Championship Belts.

## Носителки
Към 26 май 2024 г. има пет царувания между пет шампионки. Джейд Каргил е първата с най-дългото царуване от 508 дни, което е и най-дългото царуване на всяка титла в AEW. Крис Стетландер има най-краткото от 174 дни. Каргил е и най-възрастната шампионка, печелейки титлата на 29 г., докато Джулия Харт е най-младата на 22 г., което също я прави най-младата шампионка в историята на AEW.
Мерседес Моне е настоящата шампионка с първото си царуване. Тя побеждава Уилоу Найтингейл, която тя тушира на Double or Nothing на 26 май 2024 г. в Парадайс, Невада.